# مرکز فضایی تانیگاشیما

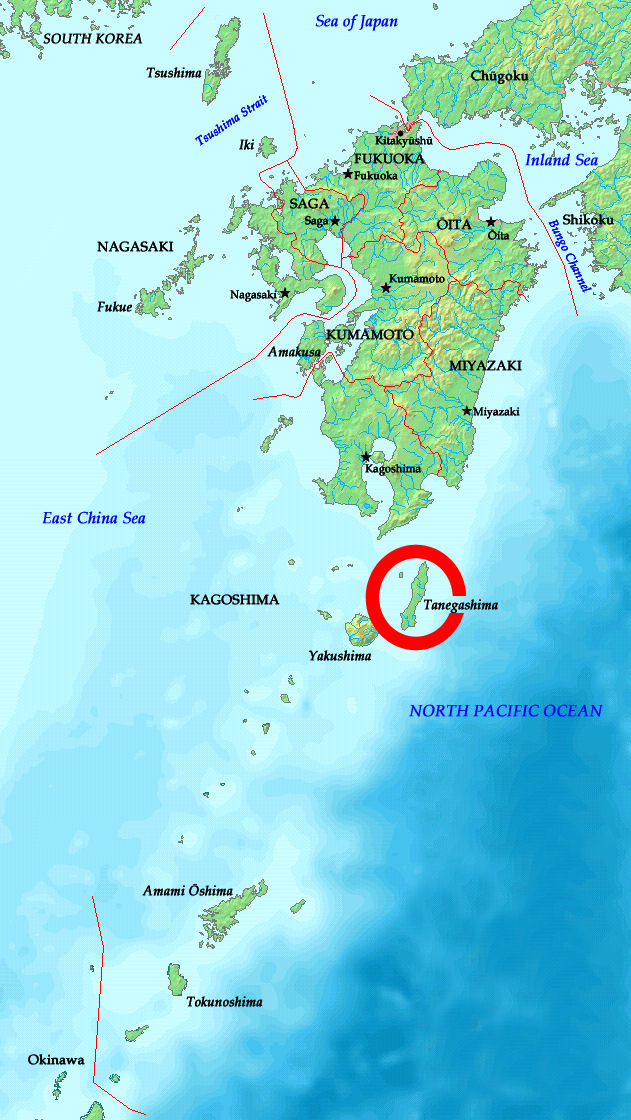
موقعیت تانیگاشیما

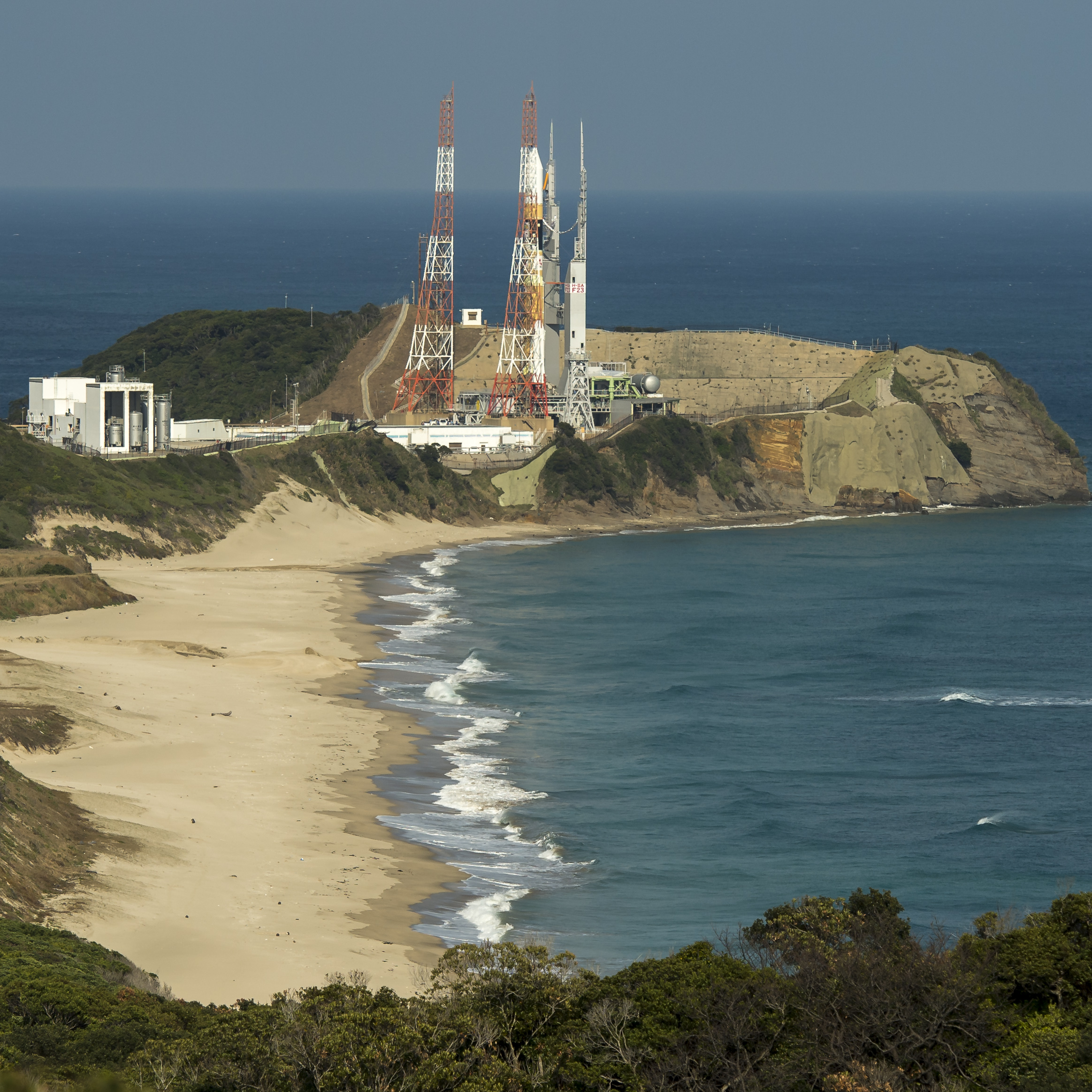

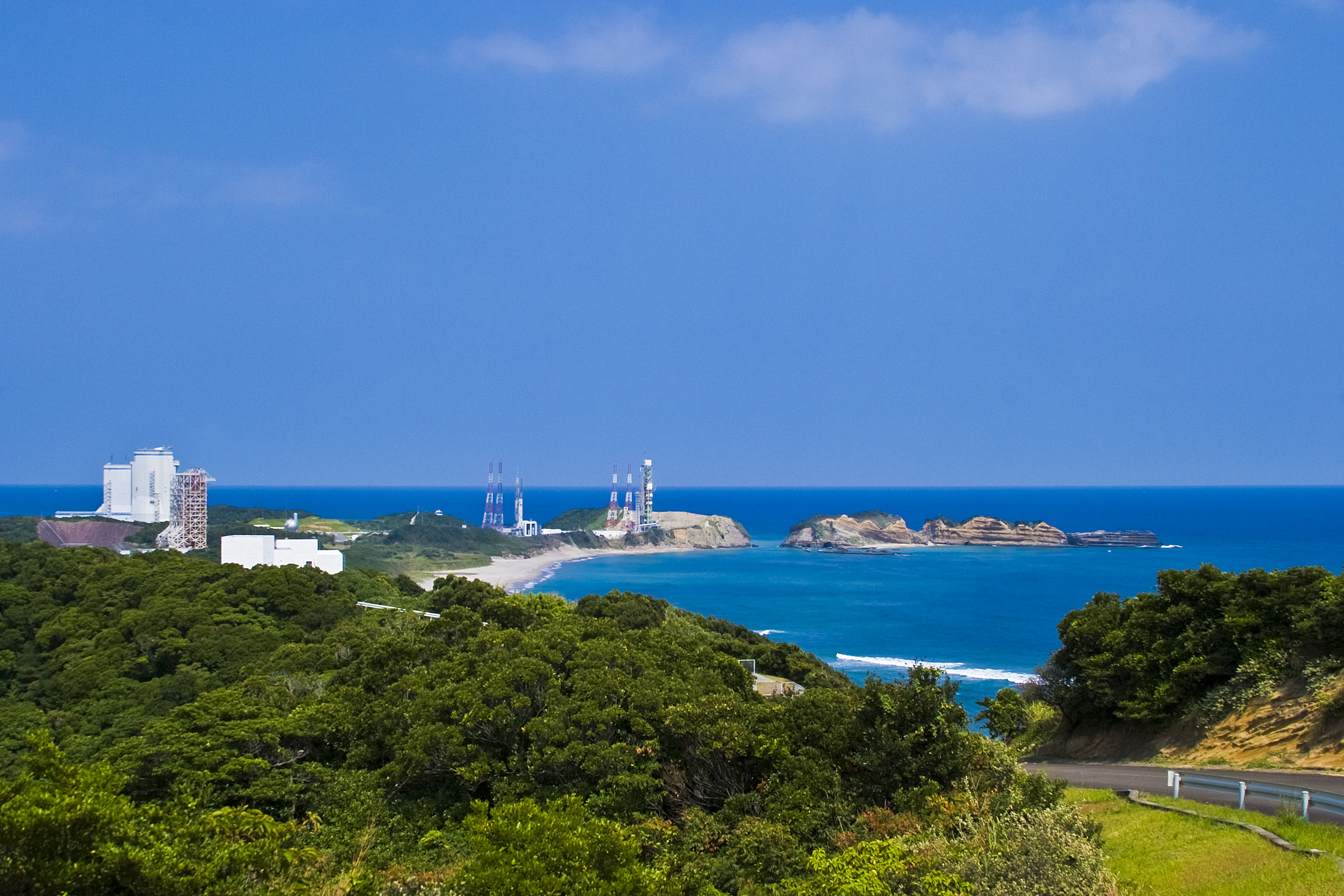
تاسیسات پرتاب موشک اوساکا

مرکز فضایی تانیگاشیما 種子島宇宙センター (Tanegashima Uchū Sentā) نام تاسیسات توسعه فضایی ژاپن است که در جزیره تانیگاشیما واقع شده است و در تاریخ ۱۹۶۹ توسط آژانس ملی توسعه فضایی ژاپن ساخته شده است.